# Casa de Enseñanza de Santo Tomás
La Casa de Enseñanza de Santo Tomás fue una institución educativa de la Iglesia católica costarricense fundada en 1814 por el Obispo Diocesano de Costa Rica y Nicaragua don Nicolás García Jerez.
Aunque Cartago era la capital colonial de la provincia de Costa Rica, esa escuela fue fundada en la villa de San José, obedeciendo a condiciones socioeconómicas que explican la hegemonía política que comenzaba a ejercer aquella ciudad.
La Casa de Enseñanza de Santo Tomás fue un centro educativo complicado, porque se impartían clases de primeras letras donde los muchachos aprendían a leer, a escribir, y a contar; y al lado de esas materias tan elementales encontramos clases de Filosofía y clases de Gramática Castellana y Latina; era una mezcla de instituto de enseñanza primaria e instituto de enseñanza secundaria.
La Casa empezó a operar en el mismo año de su fundación (1814) bajo la rectoría del Bachiller Rafael Francisco Osejo, quien había sido contratado en Nicaragua por el presbítero Manuel Alvarado, con el fin de que se encargara de la cátedra de filosofía. Además, a Osejo le fue recargado el alto puesto administrativo por mandato del Ayuntamiento de San José.
Sobre esta casa se fundó la Universidad de Santo Tomás en 1843.